# Петропавлівка (Заіграєвський район)
Петропавлівка (рос. Петропавловка) — село Заіграєвського району, Бурятії Росії. Входить до складу Сільського поселення Первомаєвське.
Населення — 65 осіб (2015 рік).